# Osvaldo Fattori
Osvaldo Fattori (San Michele Extra, 1922. június 22. – Milánó, 2017. december 27.) válogatott olasz labdarúgó, hátvéd.

## Pályafutása

### Klubcsapatban
1939-ben az Audace csapatában kezdte a labdarúgást. 1941 és 1946 között a Vicenza, 1946–47-ben a Sampdoria labdarúgója volt. 1947 és 1954 között az Internazionale csapatában szerepelt, ahol két bajnoki címet szerzett az együttessel. 1954 és 1959 között a Brescia játékosa volt.

### A válogatottban
1949 és 1950 között négy alkalommal szerepelt az olasz válogatottban.

## Sikerei, díjai
Internazionale
- Olasz bajnokság (Serie A)
  - bajnok: 1952–53, 1953–54